# North Lynbrook
North Lynbrook és una concentració de població designada pel cens dels Estats Units a l'estat de Nova York. Segons el cens del 2000 tenia 742 habitants.

## Demografia
Segons el cens del 2000, North Lynbrook tenia 742 habitants, 223 habitatges, i 185 famílies. La densitat de població era de 3.183,2 habitants per km².
Dels 223 habitatges en un 35,4% hi vivien nens de menys de 18 anys, en un 70,4% hi vivien parelles casades, en un 10,8% dones solteres, i en un 16,6% no eren unitats familiars. En el 13,5% dels habitatges hi vivien persones soles el 7,2% de les quals corresponia a persones de 65 anys o més que vivien soles. El nombre mitjà de persones vivint en cada habitatge era de 3,02 i el nombre mitjà de persones que vivien en cada família era de 3,31.
Per edats la població es repartia de la següent manera: un 20,9% tenia menys de 18 anys, un 6,2% entre 18 i 24, un 24,1% entre 25 i 44, un 24,4% de 45 a 60 i un 24,4% 65 anys o més.
L'edat mediana era de 44 anys. Per cada 100 dones de 18 o més anys hi havia 82,3 homes.
La renda mediana per habitatge era de 69.750 $ i la renda mediana per família de 79.841 $. Els homes tenien una renda mediana de 36.667 $ mentre que les dones 30.313 $. La renda per capita de la població era de 30.951 $. Entorn del 2,6% de les famílies i el 2,9% de la població estaven per davall del llindar de pobresa.